# 澤萊諾皮爾
47°33′10″N 36°51′0″E / 47.55278°N 36.85000°E
澤萊諾皮爾（烏克蘭語：Зеленопіль）是位於烏克蘭東南部的村莊，由扎波羅熱州波洛希區的羅濟夫卡市鎮負責管轄。該村分別距離納迪內3公里和普亚蒂皮利亚4公里，面積1.17平方公里，海拔高度170米，2001年人口355。